# 里奧格蘭德 (新澤西州)
里奧格蘭德（英語：Rio Grande）是位於美國新澤西州開普梅縣的普查規定居民點。

## 人口
根據2020年美國人口普查的數據，里奧格蘭德的面積為7.08平方千米，當中陸地面積為6.99平方千米，而水域面積為0.08平方千米。當地共有人口3610人，而人口密度為每平方千米509.89人。